# 광주소방서
광주소방서(廣州消防署, Gwangju Fire Station)는 경기도 광주시를 관할하는 경기도 소방재난본부 산하의 소방서이다.
소방서장은 소방정으로 보한다.

## 조직
| - 소방행정과 - 소방행정팀 - 회계장비팀 | - 재난안전과 - 예방대책팀 - 소방민원팀 | - 재난대응과 - 대응전략팀 - 구조구급팀 | - 화재조사분석과 - 광역조사팀 - 자체조사1,2,3팀 | - 소방안전특별점검단 - 화재안전조사팀 - 소방패트롤팀 - 소방사법팀 | - 현장대응단 - 현장대응1·2·3팀 - 안전지원1·2·3팀 |

## 관할센터 및 관할구역
광주소방서는 6개의 119안전센터와 1개의 구조대, 구급대를 산하에 두고 있다.
| 명칭              | 사진 | 주소                | 관할구역                                                                                   | 지역대                   |
| ----------------- | ---- | ------------------- | ------------------------------------------------------------------------------------------ | ------------------------ |
| 초월119안전센터   |      | 초월읍 무들로 112   | 초월읍, 퇴촌면, 남종면                                                                     | 퇴촌119지역대 남종의소대 |
| 송정119안전센터   |      | 수하길 36           | 경안동, 쌍령동, 송정동, 탄벌동, 남한산성면                                                 | 남한산성119지역대        |
| 오포119안전센터   |      | 오포읍 오포로 910-5 | 오포1동 일부(고산동, 추자동), 오포2동                                                      |                          |
| 곤지암119안전센터 |      | 곤지암읍 도척로 163 | 곤지암읍, 도척면                                                                           | 도척119지역대            |
| 능평119안전센터   |      | 오포읍 대명대길 30  | 오포1동 일부(문현동), 신현동, 능평동                                                       |                          |
| 광남119안전센터   |      | 고불로 277          | 광남1동(장지동, 중대동, 삼동, 목동, 직동, 태전동-목리천 북단), 광남2동(태전동-목리천 남단) |                          |
| 119구조대         |      | 초월읍 무들로 112   | 경기도 광주시 일원                                                                         |                          |
| 119구급대         |      | 초월읍 무들로 112   | 경기도 광주시 일원                                                                         |                          |

## 같이 보기
- 대한민국 소방청
- 대한민국의 소방
- 소방관 계급